# روزی بود، روزی نبود
روزی بود، روزی نبود یک مجموعه تلویزیونی محصول سال ۱۳۸۸ به کارگردانی سیدمحمد مختاری، نویسندگی به سرپرستی سیدمحمد مختاری با همکاری امیرعباس پیام، جواد ستوده نیا، سعید گنجی، محسن رفیعی، و تهیه‌کنندگی سیدمحمد مختاری می‌باشد که از شبکه یک پخش شد. این مجموعه در ۲۶ قسمت ۳۰ دقیقه‌ای تهیه شد.
این مجموعه روایتگر متون کهن ایران همچون مثنوی معنوی، کلیات شیخ بهایی و… است …

## بازیگران
- ایمان افشاریان
- حسین پرستار
- داوود فتحعلی‌بیگی
- سیدمحمد باباحیدری
- علی یازرلو
- کرامت رودساز
- محمد اسدی
- محمد فیلی
- محمدباقر صفانور
- محمدرضا خسروی
- مهران احمدی
- مریم بوبانی
- جمشید جهانزاده
- علیرضا درویش‌نژاد
- سعید درویش نژاد
- رضا شریعتی راد
- آرش میراحمدی
- علیرضا علیا
- پوریا نوربخش